# سانتياغو فيلان
سانتياغو فيلان (بالإسبانية: Santiago Phelan)‏ هو لاعب اتحاد الرغبي أرجنتيني، ولد في 31 مارس 1974 في بوينس آيرس في الأرجنتين.

## وصلات خارجية
- سانتياغو فيلان على موقع سلسلة سباعيات الرغبي العالمية - رجال (الإنجليزية)
- سانتياغو فيلان عل موقع إسبنسكروم (الإنجليزية)
- سانتياغو فيلان على موقع ItsRugby.co.uk (الإنجليزية)